# Battaglia di Lula-Rugaro
La battaglia di Lula-Rugaro venne combattuta il 17 agosto 1891 nelle vicinanze dell'odierna Lugalo, oggi in Tanzania, come parte della più ampia rivolta degli hehe: una forza di spedizione tedesca guidata dal governatore dell'Africa Orientale Tedesca Emil von Zelewski, diretta alla capitale degli hehe Iringa, cadde in un'imboscata nei pressi del piccolo villaggio di Lula-Rugaro da parte dell'esercito hehe guidato dal capo Mpangie; la colonna tedesca venne quasi completamente annientata e lo stesso Zelewski ucciso.
La battaglia rappresentò la maggiore sconfitta patita dalle forze tedesche contro nemici africani indigeni durante la colonizzazione dell'Africa orientale.

## Antefatti
A partire dalla seconda metà del XIX secolo, il popolo degli hehe fu unificato sotto un'unica guida dal capo Munyigumba, iniziando una fase di espansione territoriale nella zona centro-meridionale dell'odierna Tanzania: aggressivi e militarmente bene organizzati, gli hehe sottomisero diverse tribù indigene e si spinsero progressivamente verso nord, entrando in contatto con gli insediamenti coloniali tedeschi situati nelle zone costiere della regione. L'avanzata degli hehe, ora guidati dal capo Mtwa Mkwawa, spinse i tedeschi a prendere contromisure: l'espansionismo hehe, oltre a costituire una minaccia per le tribù indigene che avevano già accettato il dominio coloniale della Germania, metteva in pericolo l'importante via carovaniera tra la costa e l'insediamento di Tabora nell'interno.
Inizialmente le autorità tedesche tentarono una soluzione negoziata, ma nel 1891 Mkwawa proclamò il regno hehe indipendente dalla colonia tedesca spingendo Berlino a prendere drastiche contromisure: nel luglio del 1891 il governatore Emil von Zelewski ricevette il compito di domare la rivolta degli hehe con ogni mezzo necessario; il governatore assemblò un corpo di spedizione composto da 13 ufficiali e sottufficiali tedeschi, 320 ascari indigeni delle truppe coloniali (Schutztruppe), 170 portatori, 12 mitragliatrici e 6 cannoni, e si mise in marcia verso le regioni interne della Tanzania.

## La battaglia

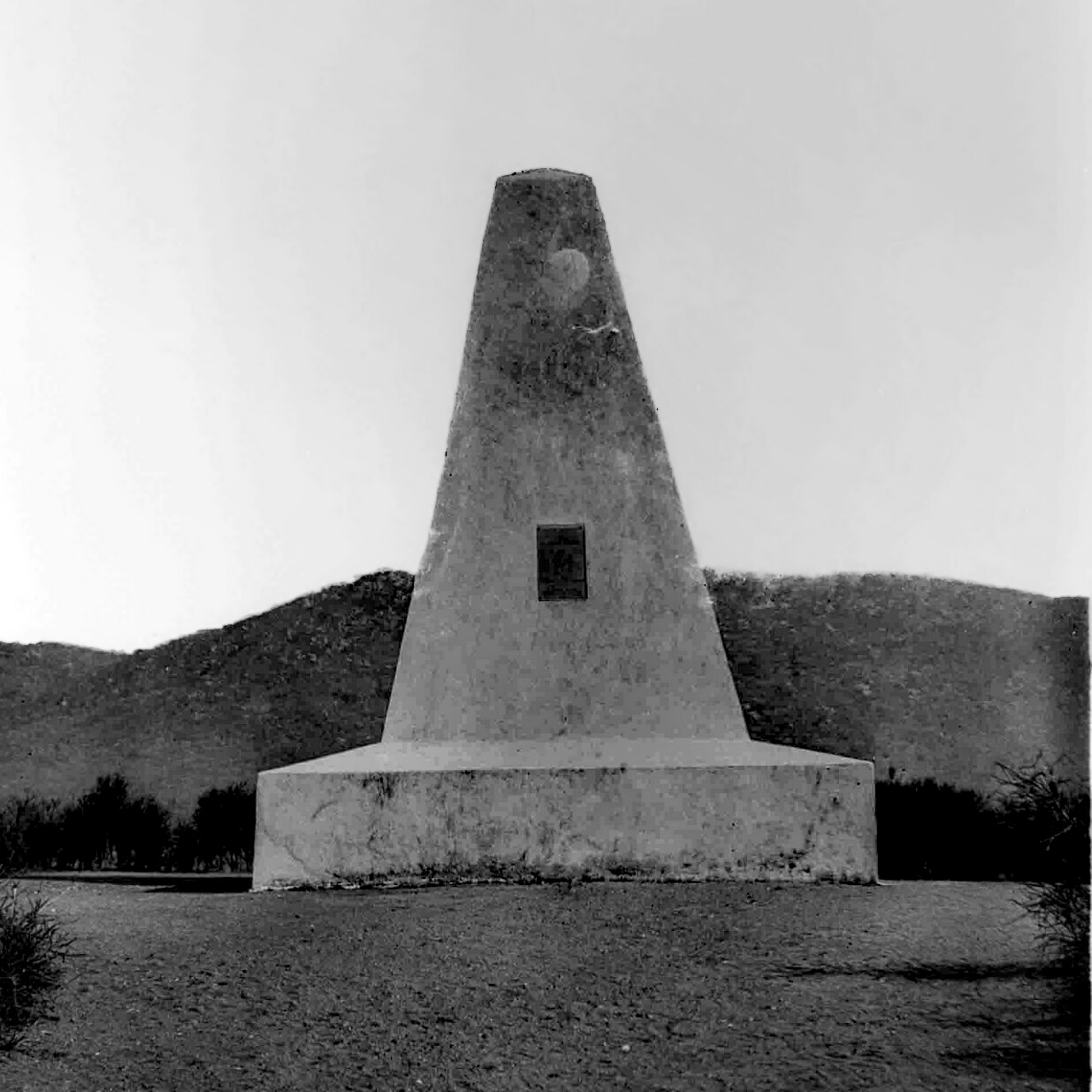
Il monumento commemorativo della battaglia eretto dai tedeschi

Zelewski spostò inizialmente la sua forza nei dintorni di Kilwa Kivinje, circa 200 chilometri a sud della capitale Dar es Salaam, per reprimere alcuni disordini tra le tribù Mahenge; da lì si portò lungo il corso del fiume Rufiji entrando nelle terre hehe, marciando alla volta della loro capitale Iringa: il 30 luglio i tedeschi bruciarono alcuni villaggi ed uccisero tre emissari di Mkwawa, spingendo il capo indigeno a mobilitare i 3 000 guerrieri del suo esercito. Il corpo di spedizione tedesco si inoltrò in un territorio non molto esplorato, ricco di acquitrini e ricoperto da una fitta giungla, senza assumere particolari precauzioni.
La mattina del 17 agosto 1891, a circa 12 chilometri dalla loro meta finale, i tedeschi caddero in un'imboscata degli hehe, guidati dal fratello di Mkwawa, Mpangie: la colonna fu colta completamente di sorpresa e assalita sul fianco lungo quasi tutta la sua lunghezza; gli ascari tedeschi ebbero il tempo di sparare solo una o due salve di fucileria contro le masse di guerrieri hehe lanciate all'attacco, prima di essere completamente travolti. La battaglia si decise nel giro di 10-15 minuti: surclassati numericamente, gli ascari tedeschi furono travolti e messi in fuga, e lo stesso Zelewski con gran parte dei suoi ufficiali rimase ucciso sul campo. La retroguardia della colonna, sotto il comando del capitano von Tettenborn, riuscì a rifugiarsi su una vicina collina e a chiamare a raccolta alcuni dei sopravvissuti, respingendo alcuni assalti degli hehe prima di iniziare una difficile marcia di ritorno verso Dar es Salaam: gli unici sopravvissuti della colonna furono tre tedeschi, 64 ascari e 74 portatori indigeni, mentre le perdite tra gli hehe furono stimate in circa 260 uomini.
La sconfitta provocò costernazione nel governo tedesco, che si affrettò ad inviare rinforzi in Africa orientale per reprimere la rivolta: dopo lunghi preparativi, il colonnello Friedrich von Schele inflisse una decisiva sconfitta agli hehe il 30 ottobre 1894, catturando la capitale Iringa; Mkwawa e pochi seguaci portarono avanti una guerriglia contro gli occupanti per altri quattro anni, prima di suicidarsi per non cadere nelle mani del nemico nel luglio del 1898.
Sul luogo della battaglia i tedeschi eressero un piccolo monumento ancora oggi visibile.